# Grzegorz V (patriarcha Aleksandrii)
Grzegorz V – prawosławny patriarcha Aleksandrii w latach 1484–1486.